# Corrida Internacional de São Silvestre de 1991
A Corrida Internacional de São Silvestre de 1991 foi a 67ª edição da prova de rua, realizada no dia 31 de dezembro de 1991, no centro da cidade de São Paulo, a largada aconteceu as 17h00m, a prova foi de organização da Fundação Cásper Líbero.
Os vencedores foram o mexicano Arturo Barrios e a mexicana María Luisa Servín.

## Percurso
Largada: Av. Paulista 900 - Edifício Cásper Líbero - Descida pela Rua da Consolação Chegada: Av. Paulista 900 - Edifício Cásper Líbero - Subida pela Brig. L. Antônio, com 15.000 metros.

## Resultados

#### Masculino
- 1º Arturo Barrios (México) - 44m47s

#### Feminino
- 1º María Luisa Servín (México) - 54m02s

#### Participações
- Participantes:110.000 atletas
- Chegada: 4787 atletas.[3]

## Ligações Externas
- Sítio Oficial (em português)